# Symphurus regani
Symphurus regani es una especie de pez de la familia Cynoglossidae en el orden de los Pleuronectiformes.

## Distribución geográfica
Se encuentran en Indonesia y Filipinas.